# Допирателно пространство
Допирателното пространство е математически обект, вид векторно пространство, което представлява обобщение на допирателните прави на двуизмерните криви и на допирателните равнини на триизмерните повърхнини към обекти с по-висока размерност.
В диференциалната геометрия на всяка точка {\displaystyle x} от дадено диференцируемо многообразие съответства едно допирателно пространство – реално векторно пространство, което интуитивно включва възможните посоки, по които може да се премине чрез допиране в {\displaystyle x}. Елементите на допирателното пространство в {\displaystyle x} се наричат допирателни вектори в {\displaystyle x}. Размерността на допирателното пространство във всяка точка на дадено свързано многообразие е еднаква с размерността на самото многообразие.
Във физиката допирателното пространство на дадено многообразие в дадена точка може да представя възможните скоростни вектори на материална точка, движеща се по границата на многообразието.